# 피병준
피병준(皮秉俊, 1864년 ~ ?)은 조선 말기의 의사, 의관(議官)이다. 자는 경수(景秀), 본관은 홍천이다. 증조할아버지는 전의감직장(典醫監直長)을 역임한 피재원(皮載元)이고, 할아버지는 혜민서주부(惠民署主簿)를 지낸 피종순(皮宗舜)이며, 아버지는 혜민서참봉(惠民署參奉) 피상건(皮相健)이다. 외할아버지는 무과에 급제한 절충장군(折衝將軍) 정영서(鄭榮瑞)이고, 어머니는 연일 정씨 정영서(鄭榮瑞)의 딸이다.
1864년 1월 3일(음력) 한성에서 태어난 피병준은 21세 때인 1885년 9월 과거시험 증광별시(增廣別試) 의과(醫科)에 급제하여, 같은 해 12월 약방내침의(藥房內針醫)가 되어 9년 동안 근무했다. 1894년 7월 군무아문주사를 역임했다. 1896년 3월 관직을 사직하고 개업(醫業)하였다.
1897년 5월 9일 조선국 종두의 양성소에 입학하여 11월 24일 졸업했다. 그리고 1898년 4월 12일 내부대신이 발급하는 〈내부 관립 종두 의사〉 면허장을 받았다. 그 뒤 피병준은 1899년 4월부터 내부 병원과, 내부 병원을 개칭한 광제원에서 계속 근무했으며, 1907년 일제가 의학교, 광제원, 적십자사병원을 통폐합하여 만든 대한의원에서도 의사 생활을 지속했다. 피병준은 대한의원을 승계한 조선총독부의원에서 1915년까지 근무하다가 그 해 4월 창덕궁 앞 와룡동에 외과 전문 창덕의원(昌德醫院)을 개업했다.
1911년 8월 4일 총독부 당국으로부터 〈의술개업인허장〉을 발급받았다. 〈의술개업인허장〉은 통감부 시절인 1908년 6월부터 일제가 정식으로 근대식 의학 교육을 받았다고 인정한 사람들에게 발급한 것이다.
피병준은 1885년 의과에 합격한 이래 30년이 넘게 전통 의술과 근대 의술을 넘나들고 아우르는 의사 생활을 지속했다. 당시로는 예외적일 뿐만 아니라 파격적이라고까지 할 만한 삶이었다. 또 그는 내부 병원 창립 때부터 조선총독부의원에 이르기까지 16년 동안 내리 근무한 유일한 사람이었다.

## 가족
- 증조부 : 피재원(皮載元) - 전의감직장(典醫監直長)
  - 조부 : 피종순(皮宗舜) - 혜민서주부(惠民署主簿)
    - 부 : 피상건(皮相健) - 혜민서참봉(惠民署參奉)

  - 외조부 : 정영서(鄭榮瑞) - 절충장군(折衝將軍)
    - 모 : 연일 정씨

## 관련 인물
피병준처럼 과거 시험 의과에 합격한 전형적인 전통 의사이면서도 근대 의학을 공부한 사람으로는 의학교 제1회 졸업생인 김성집(金性集, 1871 ~ 1934)과 이제규(李濟奎, 1873 ~ ?) 등 두 명이 더 있다.